# Roseraie de la Cour de Commer
La Rosaleda de la Cour de Commer (en francés: Roseraie de la Cour de Commer) es una rosaleda y jardín botánico de 1,5 hectáreas de extensión, especializado en rosas antiguas y especialmente todas las variedades de rosa gallica, que se encuentra en Commer, Francia.
"Collection National" por el Conservatorio de colecciones vegetales especializadas gracias a su colección de rosas gallicas (300 variedades)

## Localización
Está situado a las afueras de Commer, en La Cour.
Roseraie de la Cour de Commer Commer, C.P. 53470 Département de Mayenne, Pays de la Loire France-Francia.
Planos y vistas satelitales, 48°14′28″N 0°37′12″O / 48.24111, -0.62000
Está abierto al público solamente durante el mes de junio.

## Historia
Las rosas gallica ya fueron cultivadas por griegos y romanos. Vienen de Europa Central y Asia Menor. En el momento de la revolución francesa, comprendían a más de la mitad de las rosas en cultivo.
Apasionado por este tipo de rosas, François Joyaux, un gran especialista de las rosas de Francia, autor de varias obras sobre las rosas antiguas y fundador de la asociación "Rosa Gallica", a partir de 1992 creó en la Cour de Commer, una excepcional colección de rosas antiguas. 
Actualmente incluye alrededor de 1.300 rosas. La esencia de este conjunto es una colección de rosas gallicas (o rosas de Francia), que en 1998 se clasificó como "Colección nacional". Incluye todas las variedades de 300 gallicas que todavía se cultivan en la actualidad. Es la colección de rosas gallicas más importante que existe en Francia y en el extranjero. El catálogo de esta colección gálica fue publicado en 1998 por la <<Imprimerie Nationale>> bajo el título 'La Rose de France'.

## Colecciones botánicas
Esta colección alberga 1300 rosales de unas 800 variedades de rosas antiguas.
Estos rosales son arbustos pequeños (de 1 a 1.50 m) y se adaptan bien a jardines pequeños. Las rosas son bastante oscuras (rosadas, violáceas, púrpuras ...) y suelen estar bien perfumadas.
El jardín tiene el reconocimiento del Conservatorio de colecciones vegetales especializadas (CCVS) por su colección de rosas gallicas (300 variedades).
Los rosales existentes en esta colección son prácticamente la mayoría no remontantes, por lo que abre al público solamente en la época de su floración durante el mes de junio.